# Серафим Углички
Архиепископ Серафим Углички (рођ. Семјон Николајевич Самојлович; 19. (31.) јул 1881, Миргород, Полтавска губернија - 9. новембар 1937, филијала Сусловски Сиблаг, Маријински округ, Кемеровска област) - епископ Руске православне цркве, архиепископ углички, архиепископ јарославски. Од 30. новембра 1926. до 2. марта 1927. године, приликом хапшења митрополита Сергија (Страгородског) и низа других, био је намесник Патријаршијског трона, митрополита Крутичког Петра (Пољанског).
Канонизован је од стране Руске православне заграничне цркве 1981. и Московске патријаршије 2000. године.

## Биографија
Рођен је 19. јула 1881. године у Миргороду у породици псалмочитача из Миргорода. Био је потомак хетмана Ивана Самојловича.
Године 1896. завршио је Лубњску богословију, а 1902. године Полтавску богословију.
Мисионар на Аљасци и Осетији.
1902. године, по завршетку Богословије, одлази у Алеутско-аљаску епархију, којом је у то време руководио епископ Тихон (Белавин).
1. августа 1902. постављен је за учитеља у мисионарској школи Уналаска. 1. јула 1905. године постављен је за учитеља дворазредне мисионарске школе у граду Ситки.
Епископ Аљаски Инокентије (Пустински) га је 25. септембра 1905. године постригао у монаштво са именом Серафим.
Епископ Аљаски Инокентије (Пустински) га је 2. октобра 1905. хиротонисао у чин јерођакона и поставио у Ситски архијерејски дом. 25. марта 1906. године рукоположен је у чин јеромонаха. 1. августа исте године постављен је за настојатеља нугечке парохије и старешину нугечке духовне мисије.
У књизи Михаила Полског „Новоруски мученици“ каже се да је архиепископ Тихон „веома ценио ревносног мисионара, који је комбиновао лични подвижништво са вештим приступом не само полудивљем алеутском стаду, већ и америчкој администрацији на Аљасци“.
25. марта 1908. године постављен је за наставника Светог писма и основне теологије у Ситкинској богословији. Истог дана, одликован је за марљивост и ревност у служби.
Лоше здравствено стање и оштра клима подстакли су га да поднесе захтев за разрешење како би се вратио у домовину. 4. октобра 1908. године разрешен је дужности због здравствених разлога. Вратио се у Русију. Служио је у Јарославској епархији, где је стигао после архиепископа Тихона (Белавина), који га је веома ценио.
25. мај – 25. август 1909. – помоћник епархијског мисионара Владикавказске епархије.
Од 1. септембра 1909. постао је исповедник Александровске богословије (у граду Ардон у Осетији), а кратко је био и инспектор Богословије после разрешења дужности помоћника епархијског мисионара.

### Монашке делатности
13. априла 1910. године постављен је за управника Могиљевско-Братског манастира, али по свему судећи није стигао да преузме управу над манастиром.
29. априла 1910. године упокојио се игуман Јарославског манастира Толга архимандрит Порфирије (Кулаков). Архиепископ Тихон је успео да од Светог Синода добије постављење јеромонаха Серафима на упражњено место игумана прворазредног манастира Толга. Између 13. и 28. маја нови игуман јеромонах Серафим (Самоилович) стигао је у манастир Толга и преузео функцију манастирског администратора, иако је његово званично постављење за игумана наступило тек 23. јуна.
Једна од главних брига новог гувернера била је припрема за 600. годишњицу манастира Толга, која је требало да се одржи 1914. године.
Од самог почетка свог намесништва јеромонах Серафим је преузео на себе унапређење живота у манастиру. Августа 1910. године добио је дозволу да манастирски шумар и баштован набави и носи оружје. У октобру исте године јеромонах Серафим је добио благослов архиепископа Тихона да обезбеди телефонску везу манастиру и о томе послао саопштење Окружној управи. Тачан датум појаве телефонске комуникације у манастиру је непознат, али се зна да је 1913. године манастир Толга већ плаћао коришћење једног телефона. Манастирски пристаниште је сређен у складу са новим правилима, а Костромска комисија за преглед бродова је августа 1912. године, након прегледа, признала пристаниште за своју намену.
1911. године започели су велики радови на обнови. Године 1912. манастир је започео скупље рестаураторске радове. У пролеће 1912. Јарославски комитет Православног мисионарског друштва, у посебном позиву који је потписао председник Друштва, архиепископ Тихон, тражио је од њега „да прихвати звање активног члана Јарославског комитета Православног мисионарског друштва и да учествује у управљању овим одбором“.
11. маја 1912. године у манастиру Толга јеромонах Серафим је уздигнут у чин игумана овог манастира.
10 августа 1914. године игуман Серафим је за свој труд одликован орденом Свете Ане 3. степена.
23. септембра 1915. године, одлуком Светог Синода, постављен је за настојатеља Угличког Покровског Пајсијевског манастира.
29. јуна 1916. године уздигнут је у чин архимандрита.
Био је учесник Конгреса ученог монаштва, који је одржан од 7. до 14. јула 1917. године у Московској Духовској академији.
Од 15. фебруара 1920. - епископ углички, викар Јарославске епархије.
У јулу 1922. ухапшен је и провео неко време у затвору у Јарослављу.
У молби харковских верника од 16. децембра 1923. године наводи се да је његова кратка посета Харкову вратила православљу 6 цркава, у вези са чиме су тражили „да се постави на управу Харковске епархије“. До 15. јануара 1924. привремено је управљао Харковском епархијом.
Почетком 1924. године постављен је за привременог администратора Јарославске епархије и убрзо га је патријарх Тихон узвео у чин архијереја.
У првој половини 1920-их био је један од конзервативних епископа који су се груписали око игумана Московског Даниловског манастира, архиепископа Феодора (Поздејевског) – такозваних „Даниловца“.
Он је 12. априла 1925. године потписао акт о преносу врховне црквене власти на митрополита Крутичког Петра (Пољанског).
Године 1925-1926, због боравка митрополита Агатангела у Наримском егзилу, архиепископ Серафим је поново водио Јарославску епархију неколико месеци.
Почетком 1926. године активно је подржавао намесника Патријаршијског трона, митрополита Сергија (Страгородског), у његовом противљењу григоријанским расколницима.

### На челу црквене управе
Он је 29. децембра 1926. ступио на дужност заменика Патријаршијског местобљуститеља, де фацто на челу управе Московске патријаршије- након што су Патријаршијски местољубитељ, митрополит Петар (Пољански) и његови заменици, митрополити Сергије (Страгородски) и Јосиф (Петрових), ухапшени. Потоњи је потписао тестамент, по коме су, у случају његовог хапшења, права заменика пренета на сверуског архиепископа Корнилија (Соболева) или (ако он није могао да преузме своје дужности) на архиепископа астраханског Тадеја (Успенског), а ако није могао да преузме, на архиепископа Самојлова (Самојлова).
Власт је спречила прва два кандидата да буду на челу црквене управе, а релативно мало познати и млади архиепископ Серафим преузео је дужност намесника Тененског. Он је у својој поруци замолио епископе да преписку и комуникацију са поглаваром цркве сведу на минимум и да све ствари, осим основних и општецрквених (као што је избор и хиротонија епископа), решавају коначно на лицу места.
У марту 1927. архиепископ Серафим је позван у Москву од стране одговорног официра ГПУ Е. А. Тучкова и затворен у Унутрашњи затвор ГПУ. Три дана касније пуштен је и враћен у Углич. Одбацио је покушаје власти да се мешају у црквене послове и одбацио њихов предложени састав Синода. Одбио је да одлучује о темељним питањима без сагласности виших јерараха који су били у затвору.
У априлу 1927. године, митрополит Сергије (Страгородски) је пуштен из затвора, а архиепископ Серафим је на њега пренео своја овлашћења као намесника „без резерве, из поверења у њега“. Тако је архиепископ Серафим вршио ово послушање тачно 100 дана.
Он је 6. фебруара 1928. године заједно са митрополитом јарославским Агатангелом (Преображенским), архиепископом Варлаамом (Рјашенцевом), епископом Евгенијем (Кобрановим) и митрополитом Јосифом (Петровим), који је био у Ростову, потписао апел у којем су осудили своју „Декларацију митрополита“.
Три дана након објављивања „Јарославске декларације“, 9. фебруара 1928. године, митрополит Сергије је примио писмо од архиепископа Серафима, датирано у исти дан када и „Јарославска декларација“.
Ухапшен је 17. фебруара 1928. и послат у Могиљев, где је затворен 6 миља од града у манастиру Светог Духа Буиничи.
Дана 11. априла 1928. године, митрополит Сергије и Привремени патријаршијски свети синод под његовом командом одлучили су да разреше архиепископа Серафима из управе Угличког викаријата. Међутим, митрополит Сергије је ценио архиепископа Серафима. Према речима савременика, архиепископу Серафиму је понуђен чин митрополита и било каква епархија у случају помирења са митрополитом Сергијем, али је он одговорио: „Више волим да страдам за Цркву“.
У мају 1928. одлучили су да га изведу на канонски суд, привремено му забране служење у Јарославској и Московској епархији и захтевају да у року од месец дана изрази послушност митрополиту Сергију и његовом Синоду. Постоје подаци да се у мају 1928. године измирио са митрополитом Сергијем, али је, у сваком случају, остао при свом ставу. Према другим изворима, владика Серафим је послао нову поруку заменику патријарха, понављајући главне идеје претходне. У сваком случају, од митрополита Сергија није прихватао постављења на црквене положаје. Његова каснија судбина – стални боравак у избеглиштву и логорима – сведочи о његовом одбијању да направи компромис са властима, што је епископ Серафим сматрао неприхватљивим.
Водио је дневничке записе који и данас изазивају велико интересовање, будући да се у тешким околностима 1920-их и 1930-их година, уз сталну претњу претресима и хапшењима, ретки угледни црквени личности усуђивали да пишу и чувају дневничке записе. Они би лако могли да доспеју у руке Службе државне безбедности и постану „материјални докази” о „злочиначкој антисовјетској делатности” њихових аутора.
2. марта 1929. године ухапшен је у манастиру Буиничи. 14. марта оптужен је за дистрибуцију антисовјетских докумената (чланови 58-10, 11 Кривичног закона РСФСР); Осуђен је 17. маја 1929. године од стране Посебне конференције Колегијума ОГПУ СССР по поменутом члану и осуђен на 3 године затвора у Соловецком логору за посебне намене.